# Balduin Wolff

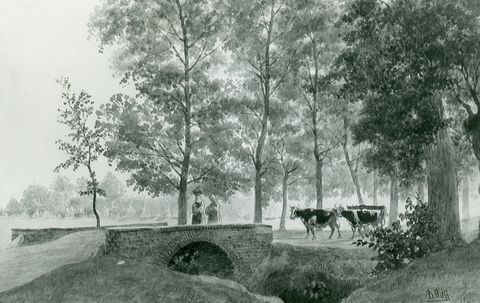
„Düsselthal“, Aquarell (1865)

Hermann Balduin Wolff (* 15. Juli 1819 in Schmiedeberg, Landkreis Hirschberg im Riesengebirge, Provinz Schlesien; † 21. November 1907 in Düsseldorf) war ein deutscher Zeichner und Maler der Romantik sowie Zeichenlehrer und Schachspieler.

## Leben
Wolff erhielt seine Schulausbildung am Gymnasium zu Hirschberg. Später war er im Baufach tätig und betrieb theoretische und praktische Studien an den Königlichen Bauten in Erdmannsdorf (Riesengebirge). Um 1851 weilte er in Italien. Mitte des 19. Jahrhunderts wechselte Wolff zur Malerei. 1848 gehörte er zu den Gründern des Künstlervereins Malkasten. Er besuchte die Universität der Künste Berlin und die Kunstakademie Düsseldorf. An der Düsseldorfer Akademie besuchte er ab 1850 die Landschafterklasse von Johann Wilhelm Schirmer, in den Jahren 1854 bis 1856 die Landschafterklasse von Hans Fredrik Gude.
Ab 1858 bezog er festes Gehalt als Zeichenlehrer an der Städtischen Realschule in Düsseldorf.
Die Motive seiner Zeichnungen, Aquarelle und Ölgemälde, die heute international auf Auktionen gehandelt werden und in Museen ausgestellt sind, malte er im Stil der Romantik.
Wolff trat auch als Schachspieler in Erscheinung. Seine höchste historische Elo-Zahl betrug 2530 im Februar 1899, 1899 wurde er zum Ehrenvorsitzenden des Düsseldorfer Schachvereins von 1854 ernannt. Im Westdeutschen Schachbund bekleidete er Führungsfunktionen.